# Instrumento de cordas friccionadas
Os instrumentos de cordas friccionadas constituem uma subcategoria de instrumento de cordas cujas cordas vibram, emitindo som, mediante a fricção de um arco. 
O árabe rabab é o mais antigo instrumento de arco conhecido e o ancestral de todos os instrumentos de arco europeus, incluindo o rabeca, lira e violino.

## Lista de instrumentos de corda friccionada

### Família do violino

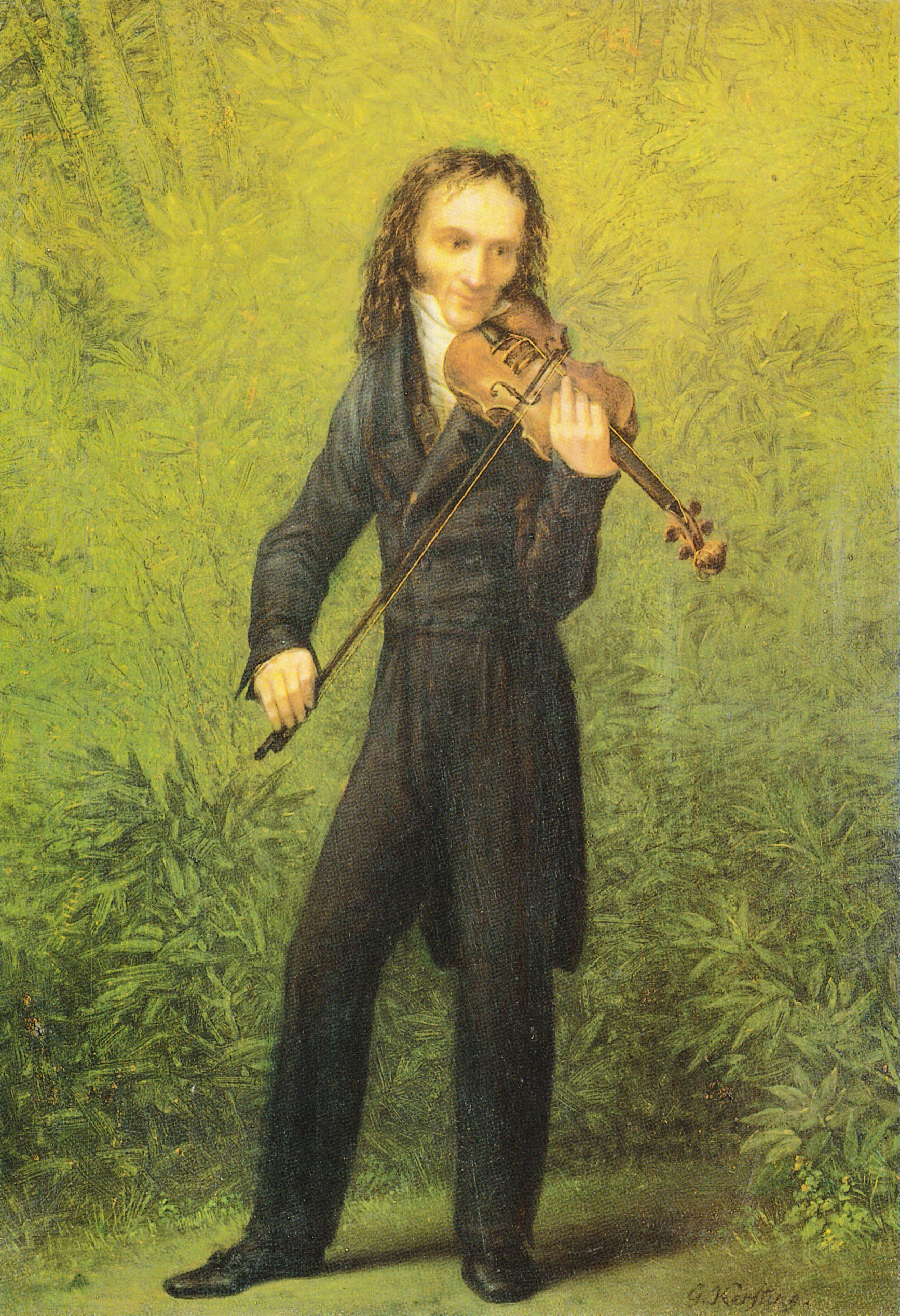
Niccolo Paganini a tocar violino, por Georg Friedrich Kersting (1785-1847)

- Violino (violin)
- Viola de arco (altviol, bratsche)
- Violoncelo (cello)
- Contrabaixo (double bass)

Variantes no padrão de quatro membros da família do violino incluem:
- Viola profonda
- Violino octeto
- Rabeca
- Violino cinco cordas
- Violino barroco
- Kontra
- Kit violin
- Stroh violin
- Låtfiol
- Hardanger fiddle
- Lira da braccio
- Octobaixo

### Família viola (família viola da gamba)

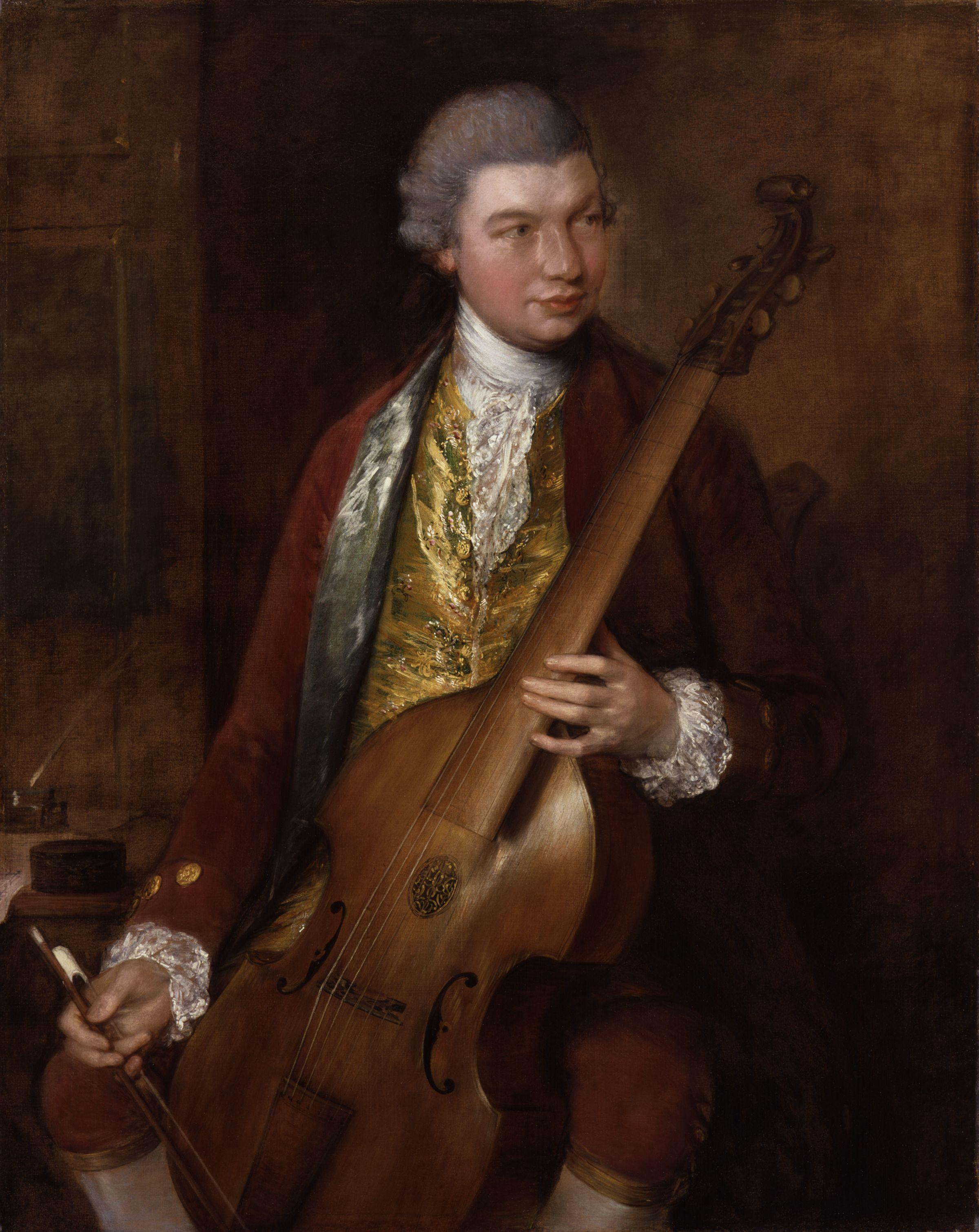
Karl Friedrich Abel tocando baixo viola da gamba, por Thomas Gainsborough (1727-1788)

- triplo de gamba (triplo viola da gamba)
- alto viola da gamba (alto viola da gamba)
- Tenor viola (tenor viola da gamba)
- Bass viol (viola da gamba baixo)

Variantes no padrão de quatro membros da família viola incluem:
- Pardessus de viol
- Divisão viola
- Lira viola
- Baryton
- Violone
- Viola d'amore
- Lirone
- Vihuela de arco

### Tipo lira e rabeca
- Lira bizantina
- Lira de Creta
- Lira calabresa
- Gadulka
- Lijerica
- Pochette
- Rebec
- Rabeca
- Rebab
- Kemenche
- Kamancheh
- Kemence do Mar Negro
- Kemence clássico

### Instrumentos de arco chinês

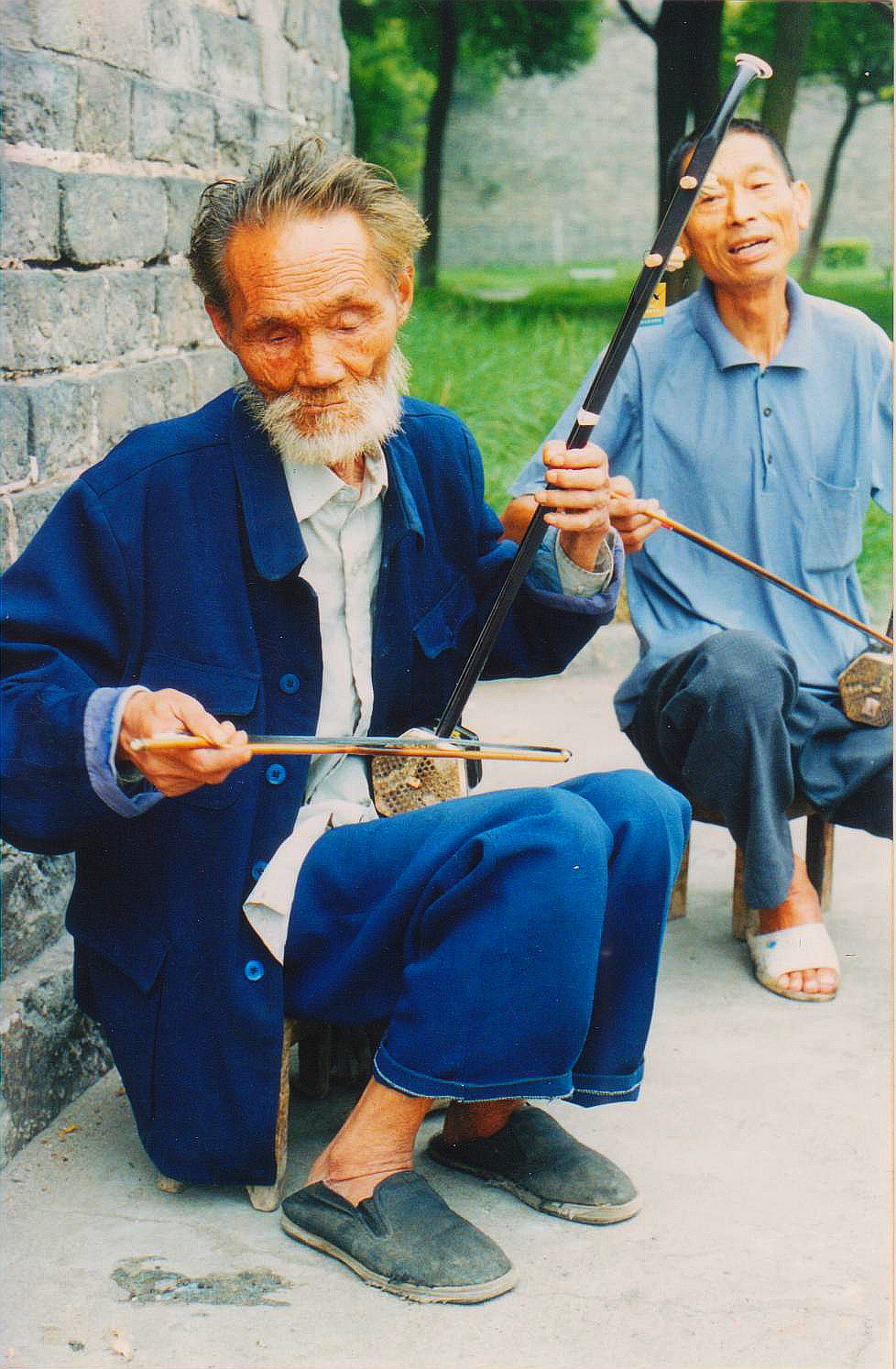
Dois artistas a tocar Erhu, por vezes conhecido como o violino chinês.

- Banhu
- Daguangxian
- Dahu
- Dihu
- Diyingehu
- Erhu
- Erxian
- Gaohu
- Gehu
- Huqin
- Jiaohu
- Jinghu
- Jing erhu
- Laruan
- Leiqin
- Matouqin
- Maguhu
- Sanhu
- Sihu
- Tiqin
- Tihu
- Tuhu
- Yehu
- Yazheng
- Xiqin
- Zhonghu
- Zhuihu
- Zhuiqin

### Instrumentos de rodas Rosined

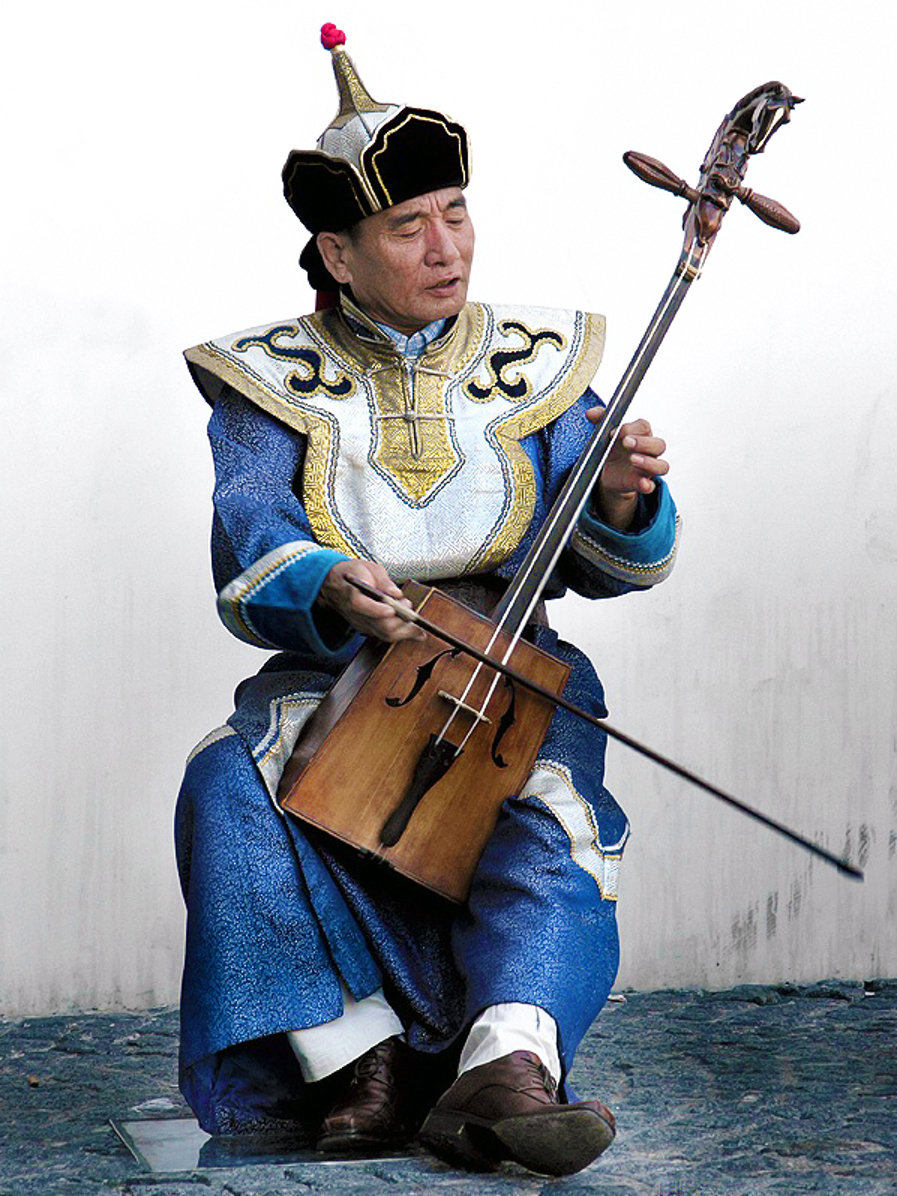
Um artista a tocar Morin Khuur, o violino cavalo mongol

Os seguintes instrumentos são tocados por meio de uma roda giratória que atua como arco.
- Organistrum
- Hurdy-gurdy
- Donskoy ryley
- Dulcigurdy a.k.a
- Vielle à roue et à manche
- Drejelire
- Lira (instrumento)
- tekerő
- Ninera
- Kaisatsuko
- Violano Virtuoso
- Wheelharp
- Viola organista
- Harmonichord
- Bowed clavier

### Outros instrumentos de arco
- Masenqo
- Violoncello da spalla
- Lira da braccio
- Ravanahatha
- Ajaeng
- Yaylı tanbur
- Kingri (instrumentos de corda
- Shichepshin
- Đàn nhị
- Đàn hồ
- Đàn gáo
- Sohaegeum
- Haegeum
- Kokyū
- sorud
- Chuurqin
- Yaylı tanbur
- Daxophone
- Arpeggione
- Bowed psaltery
- Bowed dulcimer
- Jouhikko
- Talharpa
- Gue
- Vielle
- Giga
- Fiðla
- Tautirut
- Agiarut
- Crwth
- Neola
- Bowed guitar
- Musical saw
- Morin khuur
- Gusle
- Saw duang
- Saw sam sai
- Saw u
- Tro Khmer
- Tro sau toch
- Tro sau thom
- Tro u
- huqin
- Sarangi
- Sarangi (Nepali)
- Sarinda
- Esraj
- Nyckelharpa (violino com chave Sueca)
- Ghaychak
- Gadulka
- Gudok
- Kobyz
- Sorahi
- Byzaanchy
- Igil
- Imzad